# 9e cérémonie des Magritte du cinéma
La 9e cérémonie des Magritte du cinéma, organisée par l'Académie André Delvaux, se déroule le 2 février 2019 au Square de Bruxelles et récompense les films sortis entre le 16 octobre 2017 et le 15 octobre 2018.
Présidée par Stéphane Aubier et Vincent Patar, elle est présentée par Alex Vizorek, et retransmise en direct sur La Deux.

## Présentateurs et intervenants
Par ordre d'apparition.
- Alex Vizorek, maître de cérémonie
- Vincent Patar et Stéphane Aubier, présidents de la cérémonie

- Nicolas Maury, pour la remise du Magritte du meilleur espoir féminin et du Magritte du meilleur espoir masculin
- Adeline Dieudonné, pour la remise du Magritte du meilleur scénario original ou adaptation
- Corinne Masiero, pour la remise du Magritte du meilleur premier film
- Yoann Blanc et Sophie Breyer, pour la remise du Magritte du meilleur montage et du Magritte de la meilleure image
- Benjamin Ramon, Adriana da Fonseca, Julien Demarche, Tom Audenaert et Marc Bachy dans une capsule vidéo « Fausses bandes annonces » (« Star Wars - Épisode XII : le Réveil du quotidien », « Uber chauffeur » et « Spider-ket »)
- Kody, pour la remise du Magritte des meilleurs costumes et du Magritte des meilleurs décors
- Fantine Harduin et Mattéo Salamone, pour la remise du Magritte du meilleur court métrage de fiction et du Magritte du meilleur court-métrage d'animation
- Antoine Wielemans, pour la remise du Magritte de la meilleure musique originale et du Magritte du meilleur son
- Charlie Herscovici (président de la Fondation Magritte), Stéphane Aubier et Vincent Patar, pour la remise du Magritte d'honneur
- Lætitia Dosch, pour la remise du Magritte du meilleur acteur dans un second rôle
- Victor Polster, pour la remise du Magritte de la meilleure actrice dans un second rôle
- Gérard Corbiau, pour la remise du Magritte du meilleur réalisateur
- Hippolyte Girardot, pour la remise du Magritte du meilleur film flamand
- Pauline Étienne, pour la remise du Magritte du meilleur documentaire
- Fabrizio Rongione, Muriel Bersy, Nino Astrid, Astrid Whettnall, Jean-Jacques Rausin, Isabelle de Hertogh, Pascal Duquenne et Le Grand Jojo dans une capsule vidéo « Fausses bandes annonces (2) » (« Jurassic World III : le gamin au velociraptor », « Ni pirate, ni des Caraïbes » et « Le huitième Rocky »)
- Fien Troch et Philippe Van Leeuw, pour la remise du Magritte du meilleur film étranger en coproduction
- Astrid Whettnall, pour la remise du Magritte du meilleur acteur
- Guillaume Gallienne, pour la remise du Magritte de la meilleure actrice
- Veerle Baetens et Anne Coesens, pour la remise du Magritte du meilleur film

## Palmarès

### Meilleur film
- Nos batailles de Guillaume Senez
  - Bitter Flowers d'Olivier Meys
  - Laissez bronzer les cadavres de Hélène Cattet et Bruno Forzani
  - Mon Ket de François Damiens
  - Tueurs de François Troukens et Jean-François Hensgens

### Meilleur réalisateur
- Nos batailles : Guillaume Senez
  - Bitter Flowers : Olivier Meys
  - Laissez bronzer les cadavres : Hélène Cattet et Bruno Forzani
  - Tueurs : François Troukens et Jean-François Hensgens

### Meilleur film flamand
- Girl de Lukas Dhont
  - Ne tirez pas (Niet schieten) de Stijn Coninx
  - Patser d'Adil El Arbi et Bilall Fallah
  - Un ange de Koen Mortier

### Meilleur film étranger en coproduction
- L'Homme qui tua Don Quichotte de Terry Gilliam
  - La Mort de Staline d'Armando Iannucci
  - Nico, 1988 de Susanna Nicchiarelli
  - The Happy Prince de Rupert Everett

### Meilleur scénario original ou adaptation
- Girl : Lukas Dhont et Angelo Tijssens
  - Bitter Flowers : Olivier Meys et Maarten Loix
  - Bye Bye Germany : Sam Garbarski
  - Nos batailles : Guillaume Senez

### Meilleure actrice
- Tueurs : Lubna Azabal
  - I Feel Good : Yolande Moreau
  - Mademoiselle de Joncquières : Cécile de France
  - Une part d'ombre : Natacha Régnier

### Meilleur acteur
- Girl : Victor Polster
  - Au poste ! : Benoît Poelvoorde
  - Mon Ket : François Damiens
  - Tueurs : Olivier Gourmet

### Meilleure actrice dans un second rôle
- Nos batailles : Lucie Debay
  - Bye Bye Germany : Tania Garbarski
  - La Part sauvage : Salomé Richard
  - Une part d'ombre : Erika Sainte

### Meilleur acteur dans un second rôle
- Girl : Arieh Worthalter
  - Laissez bronzer les cadavres : Pierre Nisse
  - Tueurs : Bouli Lanners
  - Une part d'ombre : Yoann Blanc

### Meilleur espoir féminin
- Nos batailles : Lena Girard Voss
  - C'est tout pour moi : Nawell Madani
  - Les Garçons sauvages : Anaël Snoek
  - Tueurs : Bérénice Baoo
  - Une part d'ombre : Myriem Akheddiou

### Meilleur espoir masculin
- L'Échange des princesses : Thomas Mustin
  - Mon Ket : Matteo Salamone
  - Nos batailles : Basile Grunberger
  - Une part d'ombre : Baptiste Lalieu

### Meilleure image
- Laissez bronzer les cadavres : Manu Dacosse
  - Girl : Frank van den Eeden
  - Tueurs : Jean-François Hensgens

### Meilleur son
- Laissez bronzer les cadavres : Yves Bemelmans, Dan Bruylandt, Olivier Thys et Benoît Biral
  - Girl : Yanna Soentjens
  - Tueurs : Marc Engels, Thomas Gauder et Ingrid Simon

### Meilleurs décors
- Laissez bronzer les cadavres : Alina Santos
  - Bye Bye Germany : Véronique Sacrez
  - Girl : Philippe Bertin

### Meilleurs costumes
- Bye Bye Germany : Nathalie Leborgne
  - Girl : Catherine van Bree
  - Laissez bronzer les cadavres : Jackye Fauconnier

### Meilleure musique originale
- Au temps où les arabes dansaient : Simon Fransquet
  - La Part sauvage : Manuel Roland et Maarten Van Cauwenberghe
  - Une part d'ombre : Vincent Liben

### Meilleur montage
- Nos batailles : Julie Brenta
  - Girl : Alain Dessauvage
  - Laissez bronzer les cadavres : Bernard Beets

### Meilleur court-métrage de fiction
- Icare de Nicolas Boucart 
  - Calamity de Séverine De Streyker et Maxime Feyers
  - D'un château l'autre d'Emmanuel Marre
  - Une sœur de Delphine Girard

### Meilleur court-métrage d'animation
- La bague au doigt de Gerlando Infuso 
  - Le quatuor à cornes d'Arnaud Demuynck et Benjamin Botella
  - Not today de Marine Jacob
  - Simbiosis carnal de Rocío Álvarez

### Meilleur long métrage documentaire
- Ni juge, ni soumise de Jean Libon et Yves Hinant
  - Des Cowboys et des Indiens, le cinéma de Patar et Aubier de Fabrice du Welz
  - La grand-messe de Valéry Rosier et Méryl Fortunat-Rossi
  - Manu d'Emmanuelle Bonmariage
  - Mitra de Jorge León

### Meilleur premier film
- Bitter Flowers d'Olivier Meys
  - La Part sauvage de Guérin Van de Vorst
  - Tueurs de François Troukens et Jean-François Hensgens
  - Une part d'ombre de Samuel Tilman

### Magritte d'honneur
- Raoul Servais

## Statistiques

### Nominations multiples
9 : Girl, Tueurs
8 : Laissez bronzer les cadavres
7 : Une part d'ombre
6 : Nos batailles
4 : Bitter Flowers - Bye Bye Germany
3 : Une part d'ombre - Mon Ket - La Part sauvage

### Récompenses multiples
5 : Nos batailles 
4 : Girl
3 : Laissez bronzer les cadavres